# Mert Naci Türker
Mert Naci Türker (* 16. August 1998) ist ein türkischer Tennisspieler.

## Karriere
Ab 2017 spielte Türker auf der ITF Future Tour Turniere. Ein einziges Mal gelang ihm dabei im Jahr 2018 der Einzug ins Viertelfinale. Im Juni des Jahres stand er mit Rang 1076 auch am höchsten in der Einzel-Weltrangliste. Im Doppel schaffte er es bis Ende 2020 in sieben Future-Finals und gewann eines davon. Die meiste Zeit ist Umut Akkoyun sein Doppelpartner. Mit ihm gab er 2021 auch sein Debüt auf der ATP Tour, als er in Antalya eine Wildcard für das Doppel bekam. Dort verloren die Türken gegen Andre Begemann und Nikolos Bassilaschwili in zwei Sätzen glatt. Sein Karrierehoch im Doppel von Rang 645 erreichte er bereits 2018. In der Qualifikation des Wettbewerbs in Antalya gelang Türker auch sein größter Einzelsieg, als er den Serben Peđa Krstin, der an Position 265 notiert war, deutlich mit 6:2 und 6:1 besiegen konnte. Ins Hauptfeld schaffte er es aber dennoch nicht, da er danach Michael Vrbenský unterlag.